# Sanae Kobayashi
Sanae Kobayashi (jap. 小林 沙苗 Kobayashi Sanae; ur. 26 stycznia 1980) – japońska seiyū, dawniej związana z Production Baobab, a obecnie z Sigma Seven.

## Wybrana filmografia
- 2000: Hajime no Ippo – Kumi Mashiba
- 2001: Geneshaft –
  - Fumi,
  - Karen,
  - Lily
- 2001: Hikaru no go – Akira Toya
- 2001: Przyjaciel Bob – Erika Fujiwara
- 2002: Tokyo Mew Mew – Staff
- 2002: Petite Princess Yucie – Machimusume
- 2002: Naruto – Sasame Fuma
- 2002: Ashita no Nadja – Roberta
- 2003: D.N.Angel – Ritsuko Fukuda
- 2003: Mermaid Melody Pichi Pichi Pitch – Maria
- 2003: Sonic X – Christopher „Chris” Thorndyke
- 2003: Avenger – Coop
- 2003: Gilgamesh –
  - Fuko Omuro,
  - Haruka Mayuzumi
- 2004: Midori no hibi – Yuma Takiguchi
- 2004: Elfen Lied – Lucy / Nyu
- 2004: Yu-Gi-Oh! GX – Alexis Rhodes
- 2004: Genshiken – Kitagawa
- 2005–2007: Emma – Eleanor Campbell
- 2005: Glass no kamen – Maya Kitajima
- 2005: Loveless – Nagisa-sensei
- 2005–2006: Tsubasa Reservoir Chronicle – Xing Huo
- 2005: Magical Girl Lyrical Nanoha A’s – Reinforce
- 2006: Ergo Proxy –
  - Daedalus Yumeno,
  - Dorothy
- 2006: Welcome to the N.H.K. – Hitomi Kashiwa
- 2006–2007: Kikōshi Enma – Lily Benton
- 2006–2008: D.Gray-man – Allen Walker
- 2006: Jigoku shōjo – Kiwako Nitta
- 2006: Shin-chan – Lisa Aspirin
- 2007: Nodame Cantabile – Kiyora Miki
- 2007–2009: Brama piekieł – Kanami Ishizaki
- 2007: Baccano! – Ennis
- 2007: Bamboo Blade – Carrie Nishikawa
- 2007: Majin Tantei Nōgami Neuro – Setsuna Honjo
- 2007–2011: Ognistooka Shana – Mare
- 2007: Rental Magica – Sakuyoru Ishido
- 2008: Yattaman –
  - Yan Yan,
  - Bakeru
- 2008–2017: Księga przyjaciół Natsume –
  - Reiko Natsume,
  - licealistka
- 2008–2012: Inazuma Eleven –
  - Natsumi Raimon,
  - Saku Kabeyama,
  - Rimu Nanakaze,
  - Rebun Sorano,
  - Noriko Takoya,
  - młody Atsuya Fubuki,
  - Ruru Kui,
  - Haru Ikemiyagi,
  - Guel
- 2010–2016: Durarara!! – Namie Yagiri
- 2010: Nodame Cantabile: Finale – Kiyora Miki
- 2010: HeartCatch Pretty Cure! – nauczycielka
- 2010: Służąca przewodnicząca – Nagisa Hyōdō
- 2012: Accel World – Seiji Nōmi
- 2012: Shin sekai yori – Okano
- 2012: Kami nomi zo shiru sekai – młody Keima
- 2013: Karneval – Mine
- 2014: Sailor Moon Crystal – matka Naru
- 2014: Mistrz romansu Nozaki – Cathy
- 2014: Yona w blasku świtu – młody Seiryu
- 2014: Happiness Charge Pretty Cure! – Maria Hikawa
- 2022: Thermae Romae – Livia